# Europees kampioenschap voetbal 1980 (kwalificatie)
Deze pagina beschrijft de kwalificatie voor het Europees kampioenschap voetbal 1980. De winnaar van elke groep plaatste zich voor de eindronde. Dat zijn in totaal zeven landen. Het gastland, Italië, was automatisch gekwalificeerd. De wedstrijden werden gespeeld tussen 24 mei 1978 en 26 maart 1980.

## Gekwalificeerde landen

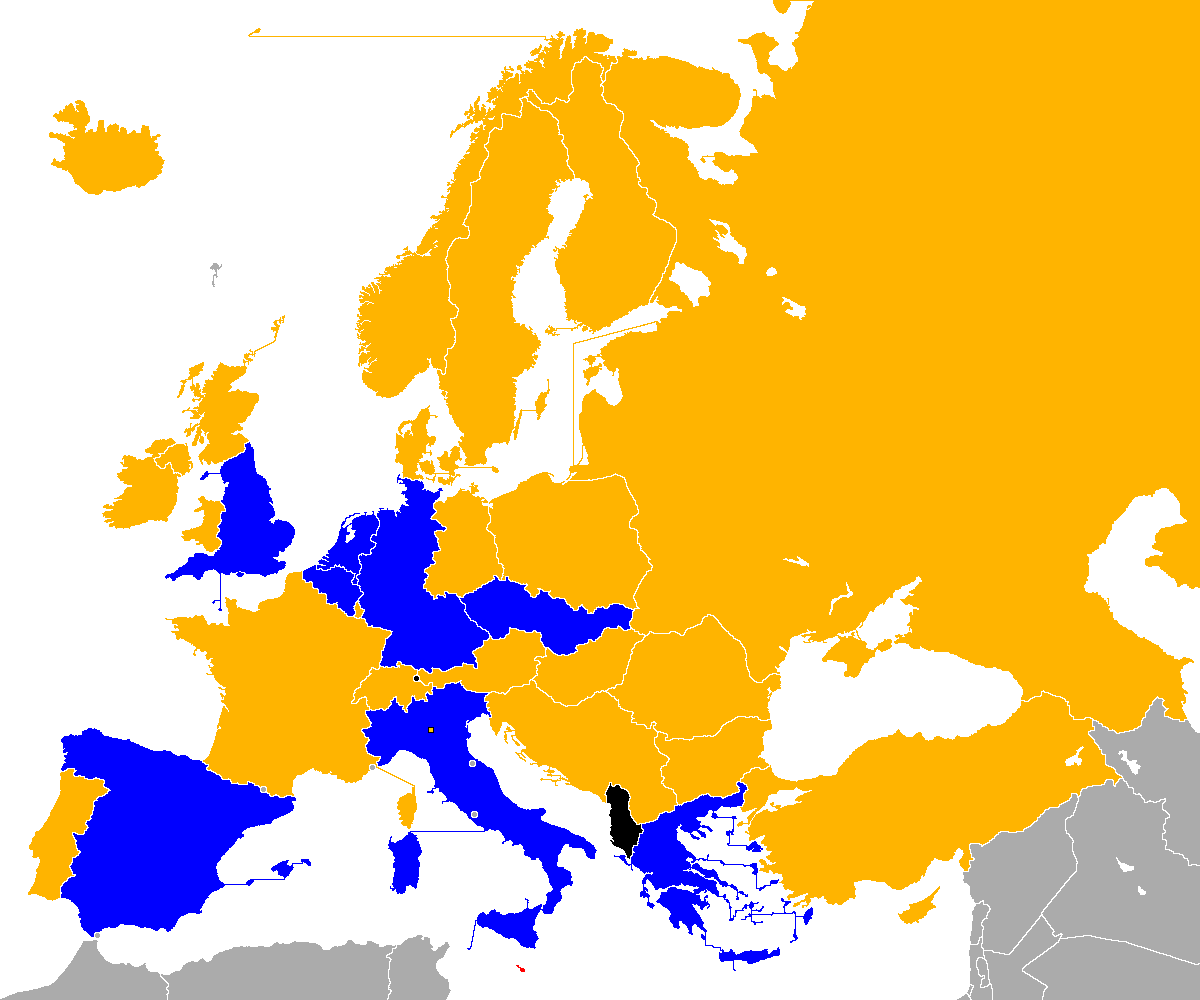
Gekwalificeerd
Niet gekwalificeerd
Niet deelgenomen
Geen UEFA-lid

| Land              | Kwalificatie    | Eerdere deelnames aan EK1 |
| ----------------- | --------------- | ------------------------- |
| Italië            | Gastland        | 1 (1968)                  |
| Engeland          | Winnaar groep 1 | 1 (1968)                  |
| België            | Winnaar groep 2 | 1 (1972)                  |
| Spanje            | Winnaar groep 3 | 1 (1964)                  |
| Nederland         | Winnaar groep 4 | 1 (1976)                  |
| Tsjecho-Slowakije | Winnaar groep 5 | 2 (1960, 1976)            |
| Griekenland       | Winnaar groep 6 | 0 (debuut)                |
| West-Duitsland    | Winnaar groep 7 | 2 (1972, 1976)            |

1 Een vetgedrukt jaartal betekent een kampioenschap tijdens dat toernooi

## Groepen en wedstrijden
Legenda

### Groep 1
Het Engelse clubvoetbal was eind jaren zeventig op zijn hoogtepunt. Vanaf 1977 won telkens een Engelse club de belangrijkste Europa Cup, de Europa Cup der Landskampioenen: FC Liverpool in 1977 en 1978, Nottingham Forest in 1979 en 1980. Het Engels voetbalelftal had zich niet meer gekwalificeerd voor een belangrijk toernooi sinds 1970, maar nu was kwalificatie geen probleem in een niet zo zware poule, Engeland verloor alleen een punt tegen Ierland. Belangrijkste speler van Engeland was Kevin Keegan, de speler van de West-Duitse topclub Hamburger SV scoorde zeven doelpunten. Denemarken eindigde (zoals gebruikelijk) als laatste in de groep, maar de eerste symptomen van het Deense team, dat furore zou maken in de jaren tachtig waren al zichtbaar. Spelers als middenvelder Søren Lerby en aanvaller Preben Elkjær Larsen maakten hun debuut in het Deense team. Net als het Nederlands elftal eind jaren zestig was er tijd nodig om aan te haken met de Europese top, maar met name in de thuiswedstrijd tegen Noord-Ierland toonde de ploeg zijn klasse: een 4-0 overwinning.
| Pos | Land          | Wed | Win | Gel | Ver | DV | DT | +/− | Pnt |
| --- | ------------- | --- | --- | --- | --- | -- | -- | --- | --- |
| 1   | Engeland      | 8   | 7   | 1   | 0   | 22 | 5  | +17 | 15  |
| 2   | Noord-Ierland | 8   | 4   | 1   | 3   | 8  | 14 | –6  | 9   |
| 3   | Ierland       | 8   | 2   | 3   | 3   | 9  | 8  | +1  | 7   |
| 4   | Bulgarije     | 8   | 2   | 1   | 5   | 6  | 14 | –8  | 5   |
| 5   | Denemarken    | 8   | 1   | 2   | 5   | 13 | 17 | –4  | 4   |

|                                                  |                                                             |       |                                                       |                                                                                       |
| 24 mei 1978 «onderlinge duels» 19:00 uur (UTC+1) | Denemarken                                                  | 3 – 3 | Ierland                                               | Københavns Idrætspark, Kopenhagen Toeschouwers: 38.900 Scheidsrechter: Jan Beck (NED) |
| 24 mei 1978 «onderlinge duels» 19:00 uur (UTC+1) | Henning Jensen 33' Benny Nielsen 78' (pen.) Søren Lerby 79' |       | 11' Frank Stapleton 25' Tony Grealish 65' Gerard Daly | Københavns Idrætspark, Kopenhagen Toeschouwers: 38.900 Scheidsrechter: Jan Beck (NED) |

|                                                        |         |       |               |                                                                                |
| 20 september 1978 «onderlinge duels» 15:00 uur (UTC+1) | Ierland | 0 – 0 | Noord-Ierland | Lansdowne Road, Dublin Toeschouwers: 37.681 Scheidsrechter: Francis Rion (BEL) |
| 20 september 1978 «onderlinge duels» 15:00 uur (UTC+1) |         |       |               | Lansdowne Road, Dublin Toeschouwers: 37.681 Scheidsrechter: Francis Rion (BEL) |

|                                                        |                                                             |       |                                                                   |                                                                                           |
| 20 september 1978 «onderlinge duels» 19:00 uur (UTC+1) | Denemarken                                                  | 3 – 4 | Engeland                                                          | Københavns Idrætspark, Kopenhagen Toeschouwers: 47.600 Scheidsrechter: Adolf Prokop (DDR) |
| 20 september 1978 «onderlinge duels» 19:00 uur (UTC+1) | Allan Simonsen 27' (pen.) Frank Arnesen 30' Per Røntved 86' |       | 21' Kevin Keegan 25' Kevin Keegan 52' Bob Latchford 85' Phil Neal | Københavns Idrætspark, Kopenhagen Toeschouwers: 47.600 Scheidsrechter: Adolf Prokop (DDR) |

|                                                      |                                   |       |                                | |
| 11 oktober 1978 «onderlinge duels» 19:00 uur (UTC+1) | Denemarken                        | 2 – 2 | Bulgarije                      | Københavns Idrætspark, Kopenhagen Toeschouwers: 15.800 Scheidsrechter: Ángel Franco Martínez (ESP) |
| 11 oktober 1978 «onderlinge duels» 19:00 uur (UTC+1) | Benny Nielsen 17' Søren Lerby 63' |       | 32' Pavel Panov 85' Ivan Iliev | Københavns Idrætspark, Kopenhagen Toeschouwers: 15.800 Scheidsrechter: Ángel Franco Martínez (ESP) |

|                                                      |                |       |                  |                                                                                  |
| 25 oktober 1978 «onderlinge duels» 15:00 uur (UTC+1) | Ierland        | 1 – 1 | Engeland         | Lansdowne Road, Dublin Toeschouwers: 48.613 Scheidsrechter: Heinz Aldinger (FRG) |
| 25 oktober 1978 «onderlinge duels» 15:00 uur (UTC+1) | Gerry Daly 27' |       | 8' Bob Latchford | Lansdowne Road, Dublin Toeschouwers: 48.613 Scheidsrechter: Heinz Aldinger (FRG) |

|                                                      |                                      |       |                    |                                                                              |
| 25 oktober 1978 «onderlinge duels» 15:00 uur (UTC+1) | Noord-Ierland                        | 2 – 1 | Denemarken         | Windsor Park, Belfast Toeschouwers: 20.184 Scheidsrechter: Rolf Haugen (NOR) |
| 25 oktober 1978 «onderlinge duels» 15:00 uur (UTC+1) | Derek Spence 63' Trevor Anderson 85' |       | 51' Henning Jensen | Windsor Park, Belfast Toeschouwers: 20.184 Scheidsrechter: Rolf Haugen (NOR) |

|                                                       |           |                                      |               |                                                                                           |
| 29 november 1978 «onderlinge duels» 17:00 uur (UTC+2) | Bulgarije | 0 – 2                                | Noord-Ierland | Vasil Levski Nationaal Stadion, Sofia Toeschouwers: 11.048 Scheidsrechter: Hilmi Ok (TUR) |
| 29 november 1978 «onderlinge duels» 17:00 uur (UTC+2) |           | 17' Gerry Armstrong 82' Billy Caskey |               | Vasil Levski Nationaal Stadion, Sofia Toeschouwers: 11.048 Scheidsrechter: Hilmi Ok (TUR) |

|                                                    |                                                                      |       |               |                                                                                 |
| 7 februari 1979 «onderlinge duels» 19:45 uur (UTC) | Engeland                                                             | 4 – 0 | Noord-Ierland | Wembley Stadium, Londen Toeschouwers: 91.244 Scheidsrechter: Ulf Eriksson (SWE) |
| 7 februari 1979 «onderlinge duels» 19:45 uur (UTC) | Kevin Keegan 24' Bob Latchford 46' Dave Watson 49' Bob Latchford 63' |       |               | Wembley Stadium, Londen Toeschouwers: 91.244 Scheidsrechter: Ulf Eriksson (SWE) |

|                                                 |                                |       |            |                                                                                  |
| 2 mei 1979 «onderlinge duels» 19:00 uur (UTC+1) | Ierland                        | 2 – 0 | Denemarken | Lansdowne Road, Dublin Toeschouwers: 37.260 Scheidsrechter: Michel Vautrot (FRA) |
| 2 mei 1979 «onderlinge duels» 19:00 uur (UTC+1) | Gerard Daly 45' Don Givens 66' |       |            | Lansdowne Road, Dublin Toeschouwers: 37.260 Scheidsrechter: Michel Vautrot (FRA) |

|                                                 |                                       |       |           |                                                                                  |
| 2 mei 1979 «onderlinge duels» 19:00 uur (UTC+1) | Noord-Ierland                         | 2 – 0 | Bulgarije | Windsor Park, Belfast Toeschouwers: 15.540 Scheidsrechter: Anders Mattsson (FIN) |
| 2 mei 1979 «onderlinge duels» 19:00 uur (UTC+1) | Chris Nicholl 15' Gerry Armstrong 33' |       |           | Windsor Park, Belfast Toeschouwers: 15.540 Scheidsrechter: Anders Mattsson (FIN) |

|                                                  |                      |       |         |                                                                                              |
| 19 mei 1979 «onderlinge duels» 18:00 uur (UTC+3) | Bulgarije            | 1 – 0 | Ierland | Vasil Levski Nationaal Stadion, Sofia Toeschouwers: 10.896 Scheidsrechter: Josef Bucek (AUT) |
| 19 mei 1979 «onderlinge duels» 18:00 uur (UTC+3) | Chavdar Tsvetkov 81' |       |         | Vasil Levski Nationaal Stadion, Sofia Toeschouwers: 10.896 Scheidsrechter: Josef Bucek (AUT) |

|                                                  |           |                                                   |          |                                                                                                   |
| 6 juni 1979 «onderlinge duels» 18:00 uur (UTC+3) | Bulgarije | 0 – 3                                             | Engeland | Vasil Levski Nationaal Stadion, Sofia Toeschouwers: 31.322 Scheidsrechter: Ernst Dörflinger (SUI) |
| 6 juni 1979 «onderlinge duels» 18:00 uur (UTC+3) |           | 33' Kevin Keegan 54' Dave Watson 55' Peter Barnes |          | Vasil Levski Nationaal Stadion, Sofia Toeschouwers: 31.322 Scheidsrechter: Ernst Dörflinger (SUI) |

|                                                  |                                                                          |       |               |                                                                                           |
| 6 juni 1979 «onderlinge duels» 19:00 uur (UTC+1) | Denemarken                                                               | 4 – 0 | Noord-Ierland | Københavns Idrætspark, Kopenhagen Toeschouwers: 16.500 Scheidsrechter: Rudi Frickel (FRG) |
| 6 juni 1979 «onderlinge duels» 19:00 uur (UTC+1) | Preben Elkjær 30' Preben Elkjær 33' Allan Simonsen 63' Preben Elkjær 83' |       |               | Københavns Idrætspark, Kopenhagen Toeschouwers: 16.500 Scheidsrechter: Rudi Frickel (FRG) |

|                                                        |                  |       |            |                                                                                  |
| 12 september 1979 «onderlinge duels» 19:45 uur (UTC+1) | Engeland         | 1 – 0 | Denemarken | Wembley Stadium, Londen Toeschouwers: 88.660 Scheidsrechter: César Correia (POR) |
| 12 september 1979 «onderlinge duels» 19:45 uur (UTC+1) | Kevin Keegan 17' |       |            | Wembley Stadium, Londen Toeschouwers: 88.660 Scheidsrechter: César Correia (POR) |

|                                                      |                                                       |       |           |                                                                                 |
| 17 oktober 1979 «onderlinge duels» 15:00 uur (UTC+1) | Ierland                                               | 3 – 0 | Bulgarije | Lansdowne Road, Dublin Toeschouwers: 18.909 Scheidsrechter: Heinz Einbeck (DDR) |
| 17 oktober 1979 «onderlinge duels» 15:00 uur (UTC+1) | Mick Martin 39' Tony Grealish 46' Frank Stapleton 83' |       |           | Lansdowne Road, Dublin Toeschouwers: 18.909 Scheidsrechter: Heinz Einbeck (DDR) |

|                                                      |                         |       | |                                                                                |
| 17 oktober 1979 «onderlinge duels» 15:00 uur (UTC+1) | Noord-Ierland           | 1 – 5 | Engeland                                                                                           | Windsor Park, Belfast Toeschouwers: 17.755 Scheidsrechter: Alexis Ponnet (BEL) |
| 17 oktober 1979 «onderlinge duels» 15:00 uur (UTC+1) | Vic Moreland 50' (pen.) |       | 18' Trevor Francis 34' Tony Woodcock 57' Tony Woodcock 62' Trevor Francis 74' (e.d.) Jimmy Nicholl | Windsor Park, Belfast Toeschouwers: 17.755 Scheidsrechter: Alexis Ponnet (BEL) |

|                                    |                                                                 |       |            |                                                                                                   |
| 31 oktober 1979 «onderlinge duels» | Bulgarije                                                       | 3 – 0 | Denemarken | Vasil Levski Nationaal Stadion, Sofia Toeschouwers: 19.384 Scheidsrechter: Sotos Afksentiou (CYP) |
| 31 oktober 1979 «onderlinge duels» | Andrey Zhelyazkov 21' Chavdar Tsvetkov 51' Chavdar Tsvetkov 87' |       |            | Vasil Levski Nationaal Stadion, Sofia Toeschouwers: 19.384 Scheidsrechter: Sotos Afksentiou (CYP) |

|                                                       |                     |       |         |                                                                              |
| 21 november 1979 «onderlinge duels» 14:30 uur (UTC+1) | Noord-Ierland       | 1 – 0 | Ierland | Windsor Park, Belfast Toeschouwers: 13.215 Scheidsrechter: André Daina (SUI) |
| 21 november 1979 «onderlinge duels» 14:30 uur (UTC+1) | Gerry Armstrong 54' |       |         | Windsor Park, Belfast Toeschouwers: 13.215 Scheidsrechter: André Daina (SUI) |

|                                                     |                                 |       |           |                                                                                     |
| 22 november 1979 «onderlinge duels» 19:45 uur (UTC) | Engeland                        | 2 – 0 | Bulgarije | Wembley Stadium, Londen Toeschouwers: 71.491 Scheidsrechter: Erik Fredriksson (SWE) |
| 22 november 1979 «onderlinge duels» 19:45 uur (UTC) | Dave Watson 9' Glenn Hoddle 69' |       |           | Wembley Stadium, Londen Toeschouwers: 71.491 Scheidsrechter: Erik Fredriksson (SWE) |

|                                                    |                                   |       |         |                                                                                    |
| 6 februari 1980 «onderlinge duels» 19:45 uur (UTC) | Engeland                          | 2 – 0 | Ierland | Wembley Stadium, Londen Toeschouwers: 90.299 Scheidsrechter: Klaus Scheurell (DDR) |
| 6 februari 1980 «onderlinge duels» 19:45 uur (UTC) | Kevin Keegan 34' Kevin Keegan 74' |       |         | Wembley Stadium, Londen Toeschouwers: 90.299 Scheidsrechter: Klaus Scheurell (DDR) |

### Groep 2
Groep 2 was een spannende groep, waar liefst drie ploegen vooraf kans maakten op kwalificatie: de WK-gangers Schotland, Oostenrijk en het talentrijke België. Schotland stelde teleur door geen enkele topwedstrijd te winnen en speelde geen rol van betekenis, België begon de campagne ook teleurstellend met vier gelijke spelen en had een achterstand van drie punten op het verrassende Portugal, dat vooral indruk maakte met een overwinning in Wenen tegen Oostenrijk.
In het najaar van 1979 keerden de kansen: België won de thuiswedstrijden van Portugal en Schotland en Portugal was definitief kansloos na een nederlaag in eigen huis tegen Oostenrijk door een goal van Walter Schachner. België moest nu winnen in Glasgow tegen Schotland om Oostenrijk voor te blijven. België won op een overtuigende manier van Schotland door twee goals van François Van der Elst en een van Erwin Vandenbergh. België plaatste zich voor de eerste keer voor een internationaal toernooi sinds 1972. De basis was gelegd voor een zeer succesvol decennium voor de Rode Duivels.
| Pos | Land       | Wed | Win | Gel | Ver | DV | DT | +/− | Pnt |
| --- | ---------- | --- | --- | --- | --- | -- | -- | --- | --- |
| 1   | België     | 8   | 4   | 4   | 0   | 12 | 5  | +7  | 12  |
| 2   | Oostenrijk | 8   | 4   | 3   | 1   | 14 | 7  | +7  | 11  |
| 3   | Portugal   | 8   | 4   | 1   | 3   | 10 | 11 | –1  | 9   |
| 4   | Schotland  | 8   | 3   | 1   | 4   | 15 | 13 | +2  | 7   |
| 5   | Noorwegen  | 8   | 0   | 1   | 7   | 5  | 20 | –15 | 1   |

|                                                       |           |                                  |            |                                                                                |
| 30 augustus 1978 «onderlinge duels» 19:00 uur (UTC+1) | Noorwegen | 0 – 2                            | Oostenrijk | Ullevaalstadion, Oslo Toeschouwers: 13.075 Scheidsrechter: Pat Partridge (ENG) |
| 30 augustus 1978 «onderlinge duels» 19:00 uur (UTC+1) |           | 25' Bruno Pezzey 43' Hans Krankl |            | Ullevaalstadion, Oslo Toeschouwers: 13.075 Scheidsrechter: Pat Partridge (ENG) |

|                                                        |                                                         |       |                                  |                                                                                     |
| 20 september 1978 «onderlinge duels» 19:00 uur (UTC+1) | Oostenrijk                                              | 3 – 2 | Schotland                        | Prater-Stadion, Wenen Toeschouwers: 62.281 Scheidsrechter: Alberto Michelotti (ITA) |
| 20 september 1978 «onderlinge duels» 19:00 uur (UTC+1) | Bruno Pezzey 26' Walter Schachner 48' Wilhelm Kreuz 62' |       | 63' Gordon McQueen 77' Andy Gray | Prater-Stadion, Wenen Toeschouwers: 62.281 Scheidsrechter: Alberto Michelotti (ITA) |

|                                                        |                  |       |                       |                                                                               |
| 20 september 1978 «onderlinge duels» 20:00 uur (UTC+2) | België           | 1 – 1 | Noorwegen             | Daknamstadion, Lokeren Toeschouwers: 5.272 Scheidsrechter: Marijan Rauš (YUG) |
| 20 september 1978 «onderlinge duels» 20:00 uur (UTC+2) | Julien Cools 65' |       | 7' Arne Larsen Økland | Daknamstadion, Lokeren Toeschouwers: 5.272 Scheidsrechter: Marijan Rauš (YUG) |

|                                                    |                    |       |                       |                                                                                            |
| 11 oktober 1978 «onderlinge duels» 21:30 uur (UTC) | Portugal           | 1 – 1 | België                | Estádio José Alvalade, Lissabon Toeschouwers: 14.401 Scheidsrechter: Georges Konrath (FRA) |
| 11 oktober 1978 «onderlinge duels» 21:30 uur (UTC) | Fernando Gomes 32' |       | 39' Frank Vercauteren | Estádio José Alvalade, Lissabon Toeschouwers: 14.401 Scheidsrechter: Georges Konrath (FRA) |

|                                                      |                                                                 |       |                                     |                                                                                   |
| 25 oktober 1978 «onderlinge duels» 20:00 uur (UTC+1) | Schotland                                                       | 3 – 2 | Noorwegen                           | Hampden Park, Glasgow Toeschouwers: 65.372 Scheidsrechter: Vojtech Christov (TCH) |
| 25 oktober 1978 «onderlinge duels» 20:00 uur (UTC+1) | Kenny Dalglish 29' Kenny Dalglish 82' Archie Gemmill 87' (pen.) |       | 3' Einar Aas 65' Arne Larsen Økland | Hampden Park, Glasgow Toeschouwers: 65.372 Scheidsrechter: Vojtech Christov (TCH) |

|                                                       |                      |       |                              |                                                                                 |
| 15 november 1978 «onderlinge duels» 19:00 uur (UTC+1) | Oostenrijk           | 1 – 2 | Portugal                     | Prater-Stadion, Wenen Toeschouwers: 64.024 Scheidsrechter: Nicolae Rainea (ROU) |
| 15 november 1978 «onderlinge duels» 19:00 uur (UTC+1) | Walter Schachner 71' |       | 29' Nené 91' Alberto Fonseca | Prater-Stadion, Wenen Toeschouwers: 64.024 Scheidsrechter: Nicolae Rainea (ROU) |

|                                                     |                     |       |           |                                                                                      |
| 29 november 1978 «onderlinge duels» 21:30 uur (UTC) | Portugal            | 1 – 0 | Schotland | Estádio da Luz, Lissabon Toeschouwers: 49.153 Scheidsrechter: Ernst Dörflinger (SUI) |
| 29 november 1978 «onderlinge duels» 21:30 uur (UTC) | Alberto Fonseca 29' |       |           | Estádio da Luz, Lissabon Toeschouwers: 49.153 Scheidsrechter: Ernst Dörflinger (SUI) |

|                                                    |                       |       |                 |                                                                                               |
| 28 maart 1979 «onderlinge duels» 20:00 uur (UTC+1) | België                | 1 – 1 | Oostenrijk      | Stade Émile Versé, Anderlecht Toeschouwers: 6.264 Scheidsrechter: Ángel Franco Martínez (ESP) |
| 28 maart 1979 «onderlinge duels» 20:00 uur (UTC+1) | René Vandereycken 21' |       | 61' Hans Krankl | Stade Émile Versé, Anderlecht Toeschouwers: 6.264 Scheidsrechter: Ángel Franco Martínez (ESP) |

|                                                 |            |       |        |                                                                          |
| 2 mei 1979 «onderlinge duels» 19:00 uur (UTC+1) | Oostenrijk | 0 – 0 | België | Praterstadion, Wenen Toeschouwers: 42.903 Scheidsrechter: Hilmi Ok (TUR) |
| 2 mei 1979 «onderlinge duels» 19:00 uur (UTC+1) |            |       |        | Praterstadion, Wenen Toeschouwers: 42.903 Scheidsrechter: Hilmi Ok (TUR) |

|                                                 |           |                |          |                                                                                    |
| 9 mei 1979 «onderlinge duels» 19:00 uur (UTC+1) | Noorwegen | 0 – 1          | Portugal | Ullevaalstadion, Oslo Toeschouwers: 9.875 Scheidsrechter: Siegfried Kirschen (DDR) |
| 9 mei 1979 «onderlinge duels» 19:00 uur (UTC+1) |           | 37' João Alves |          | Ullevaalstadion, Oslo Toeschouwers: 9.875 Scheidsrechter: Siegfried Kirschen (DDR) |

|                                                  |           |                                                                         |           |                                                                             |
| 7 juni 1979 «onderlinge duels» 19:00 uur (UTC+1) | Noorwegen | 0 – 4                                                                   | Schotland | Ullevaalstadion, Oslo Toeschouwers: 17.269 Scheidsrechter: Ib Nielsen (DEN) |
| 7 juni 1979 «onderlinge duels» 19:00 uur (UTC+1) |           | 32' Joe Jordan 39' Kenny Dalglish 43' John Robertson 55' Gordon McQueen |           | Ullevaalstadion, Oslo Toeschouwers: 17.269 Scheidsrechter: Ib Nielsen (DEN) |

|                                                       |                                                                             |       |           |                                                                                |
| 29 augustus 1979 «onderlinge duels» 19:00 uur (UTC+1) | Oostenrijk                                                                  | 4 – 0 | Noorwegen | Praterstadion, Wenen Toeschouwers: 30.991 Scheidsrechter: Jaromír Fausek (TCH) |
| 29 augustus 1979 «onderlinge duels» 19:00 uur (UTC+1) | Kurt Jara 42' Herbert Prohaska 46' (pen.) Wilhelm Kreuz 76' Hans Krankl 86' |       |           | Praterstadion, Wenen Toeschouwers: 30.991 Scheidsrechter: Jaromír Fausek (TCH) |

|                                                        |                 |       |                                             |                                                                                |
| 12 september 1979 «onderlinge duels» 19:00 uur (UTC+1) | Noorwegen       | 1 – 2 | België                                      | Ullevaalstadion, Oslo Toeschouwers: 11.255 Scheidsrechter: Alojzy Jarguz (POL) |
| 12 september 1979 «onderlinge duels» 19:00 uur (UTC+1) | Pål Jacobsen 7' |       | 31' Jean Janssens 65' François Van der Elst | Ullevaalstadion, Oslo Toeschouwers: 11.255 Scheidsrechter: Alojzy Jarguz (POL) |

|                                                      |                                                 |       |          |                                                                               |
| 17 oktober 1979 «onderlinge duels» 20:00 uur (UTC+1) | België                                          | 2 – 0 | Portugal | Heizelstadion, Brussel Toeschouwers: 8.799 Scheidsrechter: Ulf Eriksson (SWE) |
| 17 oktober 1979 «onderlinge duels» 20:00 uur (UTC+1) | Wilfried Van Moer 46' François Van der Elst 56' |       |          | Heizelstadion, Brussel Toeschouwers: 8.799 Scheidsrechter: Ulf Eriksson (SWE) |

|                                                      |                    |       |                 |                                                                                 |
| 17 oktober 1979 «onderlinge duels» 20:00 uur (UTC+1) | Schotland          | 1 – 1 | Oostenrijk      | Hampden Park, Glasgow Toeschouwers: 67.895 Scheidsrechter: Károly Palotai (HUN) |
| 17 oktober 1979 «onderlinge duels» 20:00 uur (UTC+1) | Archie Gemmill 75' |       | 40' Hans Krankl | Hampden Park, Glasgow Toeschouwers: 67.895 Scheidsrechter: Károly Palotai (HUN) |

|                                                    |                                     |       |                  |                                                                                      |
| 1 november 1979 «onderlinge duels» 15:00 uur (UTC) | Portugal                            | 3 – 1 | Noorwegen        | Estádio Nacional, Oeiras Toeschouwers: 34.394 Scheidsrechter: Ricardo Lattanzi (ITA) |
| 1 november 1979 «onderlinge duels» 15:00 uur (UTC) | Artur Correia 38' Nené 59' Nené 71' |       | 11' Georg Hammer | Estádio Nacional, Oeiras Toeschouwers: 34.394 Scheidsrechter: Ricardo Lattanzi (ITA) |

|                                                       |                                               |       |           |                                                                                   |
| 21 november 1979 «onderlinge duels» 20:00 uur (UTC+1) | België                                        | 2 – 0 | Schotland | Heizelstadion, Brussel Toeschouwers: 14.289 Scheidsrechter: Eldar Azim-Zade (URS) |
| 21 november 1979 «onderlinge duels» 20:00 uur (UTC+1) | François Van der Elst 6' Eddy Voordeckers 47' |       |           | Heizelstadion, Brussel Toeschouwers: 14.289 Scheidsrechter: Eldar Azim-Zade (URS) |

|                                                     |              |       |                                     |                                                                                    |
| 21 november 1979 «onderlinge duels» 21:30 uur (UTC) | Portugal     | 1 – 2 | Oostenrijk                          | Estádio da Luz, Lissabon Toeschouwers: 52.815 Scheidsrechter: Charles Corver (NED) |
| 21 november 1979 «onderlinge duels» 21:30 uur (UTC) | Reinaldo 42' |       | 36' Kurt Welzl 51' Walter Schachner | Estádio da Luz, Lissabon Toeschouwers: 52.815 Scheidsrechter: Charles Corver (NED) |

|                                                     |                    |       |                                                                           |                                                                                 |
| 19 december 1979 «onderlinge duels» 20:00 uur (UTC) | Schotland          | 1 – 3 | België                                                                    | Hampden Park, Glasgow Toeschouwers: 36.804 Scheidsrechter: Heinz Aldinger (FRG) |
| 19 december 1979 «onderlinge duels» 20:00 uur (UTC) | John Robertson 55' |       | 18' Erwin Vandenbergh 23' François Van der Elst 30' François Van der Elst | Hampden Park, Glasgow Toeschouwers: 36.804 Scheidsrechter: Heinz Aldinger (FRG) |

|                                                    |                                                                                            |       |                    |                                                                               |
| 26 maart 1980 «onderlinge duels» 20:00 uur (UTC+1) | Schotland                                                                                  | 4 – 1 | Portugal           | Hampden Park, Glasgow Toeschouwers: 26.762 Scheidsrechter: Robert Wurtz (FRA) |
| 26 maart 1980 «onderlinge duels» 20:00 uur (UTC+1) | Kenny Dalglish 7' Andy Gray (voetballer) 52' Steve Archibald 68' Archie Gemmill 83' (pen.) |       | 75' Fernando Gomes | Hampden Park, Glasgow Toeschouwers: 26.762 Scheidsrechter: Robert Wurtz (FRA) |

### Groep 3
Groep 3 was een herhaling van de WK-kwalificatie in 1978, Spanje, Roemenië en Joegoslavië mochten opnieuw tegen elkaar spelen, nu aangevuld met dreumes Cyprus. De strijd was al snel beslist in het voordeel van Spanje, het haalde drie punten tegen Roemenië en won in Zagreb van Joegoslavië. De thuisnederlaag tegen Joegoslavië had slechts statistische waarde. Het EK in Italië was een goede testcase voor de Spanjaarden, twee jaar voor het WK in eigen land.
| Pos | Land        | Wed | Win | Gel | Ver | DV | DT | +/− | Pnt |
| --- | ----------- | --- | --- | --- | --- | -- | -- | --- | --- |
| 1   | Spanje      | 6   | 4   | 1   | 1   | 13 | 5  | +8  | 9   |
| 2   | Joegoslavië | 6   | 4   | 0   | 2   | 14 | 6  | +8  | 8   |
| 3   | Roemenië    | 6   | 2   | 2   | 2   | 9  | 8  | +1  | 6   |
| 4   | Cyprus      | 6   | 0   | 1   | 5   | 2  | 19 | –17 | 1   |

|                                                     |                       |       |                            |                                                                                   |
| 4 oktober 1978 «onderlinge duels» 17:30 uur (UTC+1) | Joegoslavië           | 1 – 2 | Spanje                     | Maksimirstadion, Zagreb Toeschouwers: 41.539 Scheidsrechter: Erich Linemayr (AUT) |
| 4 oktober 1978 «onderlinge duels» 17:30 uur (UTC+1) | Vahid Halilhodžić 44' |       | 19' Juanito 31' Santillana | Maksimirstadion, Zagreb Toeschouwers: 41.539 Scheidsrechter: Erich Linemayr (AUT) |

|                                                      |                                                         |       |                                                |                                                                                         |
| 25 oktober 1978 «onderlinge duels» 15:00 uur (UTC+2) | Roemenië                                                | 3 – 2 | Joegoslavië                                    | Stadionul Steaua, Boekarest Toeschouwers: 24.090 Scheidsrechter: Ricardo Lattanzi (ITA) |
| 25 oktober 1978 «onderlinge duels» 15:00 uur (UTC+2) | Ştefan Sameş 62' Ştefan Sameş 63' Anghel Iordănescu 75' |       | 21' (pen.) Vladimir Petrović 90' Damir Desnica | Stadionul Steaua, Boekarest Toeschouwers: 24.090 Scheidsrechter: Ricardo Lattanzi (ITA) |

|                                                       |           |       |          |                                                                                       |
| 15 november 1978 «onderlinge duels» 21:00 uur (UTC+1) | Spanje    | 1 – 0 | Roemenië | Estadio Luis Casanova, Valencia Toeschouwers: 37.019 Scheidsrechter: Jan Keizer (NED) |
| 15 november 1978 «onderlinge duels» 21:00 uur (UTC+1) | Asensi 9' |       |          | Estadio Luis Casanova, Valencia Toeschouwers: 37.019 Scheidsrechter: Jan Keizer (NED) |

|                                                       |                                                                               |       |        |                                                                                         |
| 13 december 1978 «onderlinge duels» 20:30 uur (UTC+1) | Spanje                                                                        | 5 – 0 | Cyprus | Estadio El Helmántico, Salamanca Toeschouwers: 14.974 Scheidsrechter: Paul Bonett (MLT) |
| 13 december 1978 «onderlinge duels» 20:30 uur (UTC+1) | Asensi 8' Vicente del Bosque 19' Santillana 52' Rubén Cano 66' Santillana 77' |       |        | Estadio El Helmántico, Salamanca Toeschouwers: 14.974 Scheidsrechter: Paul Bonett (MLT) |

|                                                   |        |                                                               |             |                                                                                |
| 1 april 1979 «onderlinge duels» 16:00 uur (UTC+3) | Cyprus | 0 – 3                                                         | Joegoslavië | Makariostadion, Nicosia Toeschouwers: 3.788 Scheidsrechter: László Pádár (HUN) |
| 1 april 1979 «onderlinge duels» 16:00 uur (UTC+3) |        | 40' Zlatko Vujović 49' Zlatko Vujović 87' (pen.) Ivica Šurjak |             | Makariostadion, Nicosia Toeschouwers: 3.788 Scheidsrechter: László Pádár (HUN) |

|                                                   |                                              |       |                   |                                                                                             |
| 4 april 1979 «onderlinge duels» 16:00 uur (UTC+2) | Roemenië                                     | 2 – 2 | Spanje            | Stadionul Central, Craiova Toeschouwers: 34.506 Scheidsrechter: Marcel Van Langenhove (BEL) |
| 4 april 1979 «onderlinge duels» 16:00 uur (UTC+2) | Dudu Georgescu 55' (pen.) Dudu Georgescu 64' |       | 57' Dani 69' Dani | Stadionul Central, Craiova Toeschouwers: 34.506 Scheidsrechter: Marcel Van Langenhove (BEL) |

|                                                  |                    |       |                    |                                                                                    |
| 13 mei 1979 «onderlinge duels» 16:30 uur (UTC+3) | Cyprus             | 1 – 1 | Roemenië           | Tsirionstadion, Limasol Toeschouwers: 6.488 Scheidsrechter: Dimitar Parmakov (BUL) |
| 13 mei 1979 «onderlinge duels» 16:30 uur (UTC+3) | Sotiris Kaiafas 4' |       | 30' Ionel Augustin | Tsirionstadion, Limasol Toeschouwers: 6.488 Scheidsrechter: Dimitar Parmakov (BUL) |

|                                                      |        |                 |             |                                                                                      |
| 10 oktober 1979 «onderlinge duels» 21:00 uur (UTC+1) | Spanje | 0 – 1           | Joegoslavië | Estadio Mestalla, Valencia Toeschouwers: 28.078 Scheidsrechter: Brian McGinlay (SCO) |
| 10 oktober 1979 «onderlinge duels» 21:00 uur (UTC+1) |        | 5' Ivica Šurjak |             | Estadio Mestalla, Valencia Toeschouwers: 28.078 Scheidsrechter: Brian McGinlay (SCO) |

|                                                      |                                       |       |                     |                                                                                  |
| 31 oktober 1979 «onderlinge duels» 14:00 uur (UTC+1) | Joegoslavië                           | 2 – 1 | Roemenië            | Stadion Trepče, Mitrovicë Toeschouwers: 24.397 Scheidsrechter: Jan Redelfs (FRG) |
| 31 oktober 1979 «onderlinge duels» 14:00 uur (UTC+1) | Zlatko Vujović 48' Blaž Slišković 50' |       | 79' Marcel Răducanu | Stadion Trepče, Mitrovicë Toeschouwers: 24.397 Scheidsrechter: Jan Redelfs (FRG) |

|                                                       |                                                                                                  |       |        |                                                                                       |
| 14 november 1979 «onderlinge duels» 15:30 uur (UTC+1) | Joegoslavië                                                                                      | 5 – 0 | Cyprus | Stadion Vojvodine, Novi Sad Toeschouwers: 14.134 Scheidsrechter: Yordan Zhezhov (BUL) |
| 14 november 1979 «onderlinge duels» 15:30 uur (UTC+1) | Zlatko Kranjčar 32' Zlatko Kranjčar 50' Zlatko Vujović 60' Vladimir Petrović 75' Dušan Savić 87' |       |        | Stadion Vojvodine, Novi Sad Toeschouwers: 14.134 Scheidsrechter: Yordan Zhezhov (BUL) |

|                                                       |                                           |       |        |                                                                                  |
| 18 november 1979 «onderlinge duels» 14:00 uur (UTC+2) | Roemenië                                  | 2 – 0 | Cyprus | Dinamostadion, Boekarest Toeschouwers: 3.000 Scheidsrechter: Dušan Krchňák (TCH) |
| 18 november 1979 «onderlinge duels» 14:00 uur (UTC+2) | Gheorghe Mulţescu 42' Marcel Răducanu 75' |       |        | Dinamostadion, Boekarest Toeschouwers: 3.000 Scheidsrechter: Dušan Krchňák (TCH) |

|                                                      |                     |       |                                            |                                                                               |
| 9 december 1979 «onderlinge duels» 14:00 uur (UTC+2) | Cyprus              | 1 – 3 | Spanje                                     | Tsirionstadion, Limasol Toeschouwers: 9.128 Scheidsrechter: Josef Bucek (AUT) |
| 9 december 1979 «onderlinge duels» 14:00 uur (UTC+2) | Foivos Vrahimis 69' |       | 5' Villar 41' Santillana 89' Enrique Saura | Tsirionstadion, Limasol Toeschouwers: 9.128 Scheidsrechter: Josef Bucek (AUT) |

### Groep 4
Groep 4 was een spannende groep met twee vooraanstaande landen van de laatste jaren Nederland en Polen, aangevuld met Oost-Duitsland als gevaarlijke outsider. De overige twee landen Zwitserland en IJsland waren kansloos en het was zaak voor de drie kanshebbers veel te scoren, dat deed Nederland het beste. De generatie van 1974 begon zo langzamerhand af te haken, Johan Neeskens stopte met interlandvoetbal en halverwege de campagne stopte ook Rob Rensenbrink, de nieuwe generatie was minder sterk. De thuiswedstrijd tegen Oost-Duitsland werd overtuigend met 3-0 gewonnen. In Polen was Nederland kansloos, 2-0 door goals van Boniek en Mazur (strafschop). Polen verloor echter dure punten tegen Oost-Duitsland, 2-1 nederlaag in Leipzig, 1-1 in Chorzów. Polen moest nu winnen in Amsterdam, het kwam snel op een voorsprong dankzij Rudy, maar verdediger Huub Stevens scoorde uit een fraaie omhaal de 1-1.
Polen was uitgeschakeld en Nederland en Oost-Duitsland mochten uitmaken, wie zich zou plaatsen voor de eindronde, Nederland had genoeg aan een gelijkspel. Er waren veel geblesseerden in het Nederlands elftal en in eerste instantie overklaste Oost-Duitsland Nederland: 2-0 door goals van Schnuphase en Joachim Streich (strafschop). Voor liefst 92.000 toeschouwers in Leipzig kantelde de wedstrijd, toen Tscheu La Ling en  Konrad Weise uit het veld werden gestuurd. De 'robotvoetballers' uit de DDR waren hun automatismen kwijt en vlak voor rust scoorde Frans Thijssen de aansluittreffer. Direct na rust scoorde invaller en Europees topscorer Kees Kist de gelijkmaker, Nederland was nu baas op het veld en halverwege de tweede helft maakte René van de Kerkhof aan alle onzekerheid een einde. Nederland was geplaatst en de wedstrijd ging de geschiedenisboeken in als het "Wonder van Leipzig".
| Pos | Land        | Wed | Win | Gel | Ver | DV | DT | +/− | Pnt |
| --- | ----------- | --- | --- | --- | --- | -- | -- | --- | --- |
| 1   | Nederland   | 8   | 6   | 1   | 1   | 20 | 6  | +14 | 13  |
| 2   | Polen       | 8   | 5   | 2   | 1   | 13 | 4  | +9  | 12  |
| 3   | DDR         | 8   | 5   | 1   | 2   | 18 | 11 | +7  | 11  |
| 4   | Zwitserland | 8   | 2   | 0   | 6   | 7  | 18 | –11 | 4   |
| 5   | IJsland     | 8   | 0   | 0   | 8   | 2  | 21 | –19 | 0   |

|                                                     |         |                                   |       |                                                                                  |
| 6 september 1978 «onderlinge duels» 18:15 uur (UTC) | IJsland | 0 – 2                             | Polen | Laugardalsvöllur, Reykjavik Toeschouwers: 6.594 Scheidsrechter: Hugh Perry (NIR) |
| 6 september 1978 «onderlinge duels» 18:15 uur (UTC) |         | 24' Marek Kusto 85' Grzegorz Lato |       | Laugardalsvöllur, Reykjavik Toeschouwers: 6.594 Scheidsrechter: Hugh Perry (NIR) |

|                                                        |                                                            |       |         |                                                                                     |
| 20 september 1978 «onderlinge duels» 20:00 uur (UTC+2) | Nederland                                                  | 3 – 0 | IJsland | Goffertstadion, Nijmegen Toeschouwers: 13.113 Scheidsrechter: Anders Mattsson (FIN) |
| 20 september 1978 «onderlinge duels» 20:00 uur (UTC+2) | Ruud Krol 31' Ernie Brandts 53' Rob Rensenbrink 63' (pen.) |       |         | Goffertstadion, Nijmegen Toeschouwers: 13.113 Scheidsrechter: Anders Mattsson (FIN) |

|                                                     |                                                              |       |                     |                                                                                     |
| 4 oktober 1978 «onderlinge duels» 17:00 uur (UTC+1) | DDR                                                          | 3 – 1 | IJsland             | Kurt Wabbelstadion, Halle Toeschouwers: 9.084 Scheidsrechter: Thomas Reynolds (WAL) |
| 4 oktober 1978 «onderlinge duels» 17:00 uur (UTC+1) | Werner Peter 6' Hans-Jürgen Riediger 29' Martin Hoffmann 72' |       | 15' Pétur Pétursson | Kurt Wabbelstadion, Halle Toeschouwers: 9.084 Scheidsrechter: Thomas Reynolds (WAL) |

|                                                      |                   |       |                                                     |                                                                         |
| 11 oktober 1978 «onderlinge duels» 20:15 uur (UTC+1) | Zwitserland       | 1 – 3 | Nederland                                           | Wankdorf, Bern Toeschouwers: 20.732 Scheidsrechter: César Correia (POR) |
| 11 oktober 1978 «onderlinge duels» 20:15 uur (UTC+1) | Markus Tanner 31' |       | 19' Piet Wildschut 67' Ernie Brandts 90' Ruud Geels | Wankdorf, Bern Toeschouwers: 20.732 Scheidsrechter: César Correia (POR) |

|                                                       |                                                             |       |     |                                                                            |
| 15 november 1978 «onderlinge duels» 20:00 uur (UTC+1) | Nederland                                                   | 3 – 0 | DDR | De Kuip, Rotterdam Toeschouwers: 33.972 Scheidsrechter: Ulf Eriksson (SWE) |
| 15 november 1978 «onderlinge duels» 20:00 uur (UTC+1) | Gerd Kische 17' (e.d.) Ruud Geels 72' (pen.) Ruud Geels 89' |       |     | De Kuip, Rotterdam Toeschouwers: 33.972 Scheidsrechter: Ulf Eriksson (SWE) |

|                                                       |                                     |       |             |                                                                                 |
| 15 november 1979 «onderlinge duels» 17:00 uur (UTC+1) | Polen                               | 2 – 0 | Zwitserland | Olympiastadion, Wrocław Toeschouwers: 27.576 Scheidsrechter: Franz Wöhrer (AUT) |
| 15 november 1979 «onderlinge duels» 17:00 uur (UTC+1) | Zbigniew Boniek 39' Roman Ogaza 56' |       |             | Olympiastadion, Wrocław Toeschouwers: 27.576 Scheidsrechter: Franz Wöhrer (AUT) |

|                                                    |                                              |       |             |                                                                                      |
| 28 maart 1979 «onderlinge duels» 20:00 uur (UTC+1) | Nederland                                    | 3 – 0 | Zwitserland | Philips-sportpark, Eindhoven Toeschouwers: 21.674 Scheidsrechter: John Hunting (ENG) |
| 28 maart 1979 «onderlinge duels» 20:00 uur (UTC+1) | Kees Kist 55' John Metgod 84' Jan Peters 89' |       |             | Philips-sportpark, Eindhoven Toeschouwers: 21.674 Scheidsrechter: John Hunting (ENG) |

|                                                    |                                        |       |                    |                                                                                    |
| 18 april 1979 «onderlinge duels» 17:00 uur (UTC+1) | DDR                                    | 2 – 1 | Polen              | Zentralstadion, Leipzig Toeschouwers: 45.254 Scheidsrechter: Eldar Azim-Zade (URS) |
| 18 april 1979 «onderlinge duels» 17:00 uur (UTC+1) | Joachim Streich 50' Lutz Lindemann 63' |       | 7' Zbigniew Boniek | Zentralstadion, Leipzig Toeschouwers: 45.254 Scheidsrechter: Eldar Azim-Zade (URS) |

|                                                 |                                                  |       |           |                                                                                |
| 2 mei 1979 «onderlinge duels» 17:15 uur (UTC+2) | Polen                                            | 2 – 0 | Nederland | Śląskistadion, Chorzów Toeschouwers: 71.298 Scheidsrechter: Robert Wurtz (FRA) |
| 2 mei 1979 «onderlinge duels» 17:15 uur (UTC+2) | Zbigniew Boniek 20' Włodzimierz Mazur 65' (pen.) |       |           | Śląskistadion, Chorzów Toeschouwers: 71.298 Scheidsrechter: Robert Wurtz (FRA) |

|                                                 |             |                                        |     |                                                                                         |
| 5 mei 1979 «onderlinge duels» 17:30 uur (UTC+1) | Zwitserland | 0 – 2                                  | DDR | Espenmoos, Sankt Gallen Toeschouwers: 7.486 Scheidsrechter: Augusto Lamo Castillo (ESP) |
| 5 mei 1979 «onderlinge duels» 17:30 uur (UTC+1) |             | 45' Lutz Lindemann 90' Joachim Streich |     | Espenmoos, Sankt Gallen Toeschouwers: 7.486 Scheidsrechter: Augusto Lamo Castillo (ESP) |

|                                                  |                                          |       |         |                                                                                |
| 22 mei 1979 «onderlinge duels» 18:15 uur (UTC+1) | Zwitserland                              | 2 – 0 | IJsland | Wankdorfstadion, Bern Toeschouwers: 20.234 Scheidsrechter: Albert Victor (LUX) |
| 22 mei 1979 «onderlinge duels» 18:15 uur (UTC+1) | Herbert Hermann 27' Gianpietro Zappa 53' |       |         | Wankdorfstadion, Bern Toeschouwers: 20.234 Scheidsrechter: Albert Victor (LUX) |

|                                                |                       |       |                                      |                                                                                       |
| 9 juni 1979 «onderlinge duels» 14:00 uur (UTC) | IJsland               | 1 – 2 | Zwitserland                          | Laugardalsvöllur, Reykjavik Toeschouwers: 10.469 Scheidsrechter: Éamonn Farrell (IRL) |
| 9 juni 1979 «onderlinge duels» 14:00 uur (UTC) | Janus Guðlaugsson 50' |       | 58' Raimondo Ponte 61' Heinz Hermann | Laugardalsvöllur, Reykjavik Toeschouwers: 10.469 Scheidsrechter: Éamonn Farrell (IRL) |

|                                                     |         |                                                                              |           |                                                                                     |
| 5 september 1979 «onderlinge duels» 18:30 uur (UTC) | IJsland | 0 – 4                                                                        | Nederland | Laugardalsvöllur, Reykjavik Toeschouwers: 10.375 Scheidsrechter: Clive Thomas (WAL) |
| 5 september 1979 «onderlinge duels» 18:30 uur (UTC) |         | 48' John Metgod 71' Willy van de Kerkhof 73' Dick Nanninga 87' Dick Nanninga |           | Laugardalsvöllur, Reykjavik Toeschouwers: 10.375 Scheidsrechter: Clive Thomas (WAL) |

|                                                      |         |                                                          |     |                                                                                   |
| 12 september 1979 «onderlinge duels» 18:15 uur (UTC) | IJsland | 0 – 3                                                    | DDR | Laugardalsvöllur, Reykjavik Toeschouwers: 9.162 Scheidsrechter: Svein Thime (NOR) |
| 12 september 1979 «onderlinge duels» 18:15 uur (UTC) |         | 66' (pen.) Gerd Weber 73' Gerd Weber 80' Joachim Streich |     | Laugardalsvöllur, Reykjavik Toeschouwers: 9.162 Scheidsrechter: Svein Thime (NOR) |

|                                                        |             |                                               |       |                                                                                                  |
| 12 september 1979 «onderlinge duels» 20:15 uur (UTC+1) | Zwitserland | 0 – 2                                         | Polen | Stade Olympique de la Pontaise, Lausanne Toeschouwers: 22.363 Scheidsrechter: Otto Anderco (ROU) |
| 12 september 1979 «onderlinge duels» 20:15 uur (UTC+1) |             | 34' Stanisław Terlecki 63' Stanisław Terlecki |       | Stade Olympique de la Pontaise, Lausanne Toeschouwers: 22.363 Scheidsrechter: Otto Anderco (ROU) |

|                                                        |                      |       |                     |                                                                                 |
| 26 september 1979 «onderlinge duels» 17:45 uur (UTC+2) | Polen                | 1 – 1 | DDR                 | Śląskistadion, Chorzów Toeschouwers: 63.938 Scheidsrechter: Pat Partridge (ENG) |
| 26 september 1979 «onderlinge duels» 17:45 uur (UTC+2) | Henryk Wieczorek 77' |       | 62' Reinhard Häfner | Śląskistadion, Chorzów Toeschouwers: 63.938 Scheidsrechter: Pat Partridge (ENG) |

|                                                      |                                        |       |         |                                                                                               |
| 10 oktober 1979 «onderlinge duels» 17:30 uur (UTC+1) | Polen                                  | 2 – 0 | IJsland | Henryk Reymanstadion, Krakau Toeschouwers: 13.352 Scheidsrechter: Henning Lund Sørensen (DEN) |
| 10 oktober 1979 «onderlinge duels» 17:30 uur (UTC+1) | Roman Ogaza 55' Roman Ogaza 74' (pen.) |       |         | Henryk Reymanstadion, Krakau Toeschouwers: 13.352 Scheidsrechter: Henning Lund Sørensen (DEN) |

|                                                      |                                                                                                   |       |                                           |                                                                                              |
| 13 oktober 1979 «onderlinge duels» 14:00 uur (UTC+1) | DDR                                                                                               | 5 – 2 | Zwitserland                               | Stadion der Weltjugend, Oost-Berlijn Toeschouwers: 32.406 Scheidsrechter: Robert Wurtz (FRA) |
| 13 oktober 1979 «onderlinge duels» 14:00 uur (UTC+1) | Gerd Weber 1' Umberto Barberis 18' Rüdiger Schnuphase 26' Martin Hoffmann 75' Martin Hoffmann 80' |       | 11' Martin Hoffmann 72' Hans-Jörg Pfister | Stadion der Weltjugend, Oost-Berlijn Toeschouwers: 32.406 Scheidsrechter: Robert Wurtz (FRA) |

|                                                      |                  |       |                   |                                                                                       |
| 17 oktober 1979 «onderlinge duels» 20:00 uur (UTC+1) | Nederland        | 1 – 1 | Polen             | Olympisch Stadion, Amsterdam Toeschouwers: 45.049 Scheidsrechter: Paolo Casarin (ITA) |
| 17 oktober 1979 «onderlinge duels» 20:00 uur (UTC+1) | Huub Stevens 64' |       | 38' Wojciech Rudy | Olympisch Stadion, Amsterdam Toeschouwers: 45.049 Scheidsrechter: Paolo Casarin (ITA) |

|                                                       |                                                   |       |                                                          |                                                                                    |
| 21 november 1979 «onderlinge duels» 17:00 uur (UTC+1) | DDR                                               | 2 – 3 | Nederland                                                | Zentralstadion, Leipzig Toeschouwers: 89.297 Scheidsrechter: António Garrido (POR) |
| 21 november 1979 «onderlinge duels» 17:00 uur (UTC+1) | Rüdiger Schnuphase 17' Joachim Streich 33' (pen.) |       | 45' Frans Thijssen 50' Kees Kist 67' René van de Kerkhof | Zentralstadion, Leipzig Toeschouwers: 89.297 Scheidsrechter: António Garrido (POR) |

### Groep 5
Tsjecho-Slowakije moest zijn titel verdedigen tegen een getalenteerd Frankrijk, dat op het WK in 1978 vroegtijdig werd uitgeschakeld, maar een goede indruk achterliet. In de eerste wedstrijd was de nieuwe ster Michel Platini geblesseerd en liep Frankrijk achter de feiten aan door in de slotfase een 2-1-voorsprong tegen Zweden te verspelen: 2-2. Tsjecho-Slowakije won wel tweemaal van het weggevallen Zweden en na een overtuigende 2-0 overwinning op de Fransen was de strijd al snel beslist. Voornaamste speler bij de Tsjechen was Antonin Panenka, de begaafde middenvelder van Bohemians Praag.
| Pos | Land              | Wed | Win | Gel | Ver | DV | DT | +/− | Pnt |
| --- | ----------------- | --- | --- | --- | --- | -- | -- | --- | --- |
| 1   | Tsjecho-Slowakije | 6   | 5   | 0   | 1   | 17 | 4  | +13 | 10  |
| 2   | Frankrijk         | 6   | 4   | 1   | 1   | 13 | 7  | +6  | 9   |
| 3   | Zweden            | 6   | 1   | 2   | 3   | 9  | 13 | –4  | 4   |
| 4   | Luxemburg         | 6   | 0   | 1   | 5   | 2  | 17 | –15 | 1   |

|                                                       |                                 |       |                                        |                                                                                    |
| 1 september 1978 «onderlinge duels» 20:30 uur (UTC+2) | Frankrijk                       | 2 – 2 | Zweden                                 | Parc des Princes, Parijs Toeschouwers: 44.703 Scheidsrechter: Károly Palotai (HUN) |
| 1 september 1978 «onderlinge duels» 20:30 uur (UTC+2) | Marc Berdoll 72' Didier Six 85' |       | 54' Mats Nordgren 89' Anders Grönhagen | Parc des Princes, Parijs Toeschouwers: 44.703 Scheidsrechter: Károly Palotai (HUN) |

|                                                     |                       |       |                                                     |                                                                              |
| 4 oktober 1978 «onderlinge duels» 19:00 uur (UTC+1) | Zweden                | 1 – 3 | Tsjecho-Slowakije                                   | Råsundastadion, Solna Toeschouwers: 11.985 Scheidsrechter: John Gordon (SCO) |
| 4 oktober 1978 «onderlinge duels» 19:00 uur (UTC+1) | Hasse Borg 14' (pen.) |       | 18' Marián Masný 47' Marián Masný 85' Zdeněk Nehoda | Råsundastadion, Solna Toeschouwers: 11.985 Scheidsrechter: John Gordon (SCO) |

|                                                     |                    |       |                                                      |                                                                                    |
| 7 oktober 1978 «onderlinge duels» 15:30 uur (UTC+1) | Luxemburg          | 1 – 3 | Frankrijk                                            | Stade Municipal, Luxemburg Toeschouwers: 12.652 Scheidsrechter: Henk Weerink (NED) |
| 7 oktober 1978 «onderlinge duels» 15:30 uur (UTC+1) | Romain Michaux 74' |       | 15' Didier Six 63' Marius Trésor 80' Albert Gemmrich | Stade Municipal, Luxemburg Toeschouwers: 12.652 Scheidsrechter: Henk Weerink (NED) |

|                                                       |                                                         |       |           |                                                                                 |
| 25 februari 1979 «onderlinge duels» 15:00 uur (UTC+1) | Frankrijk                                               | 3 – 0 | Luxemburg | Parc des Princes, Parijs Toeschouwers: 42.788 Scheidsrechter: Ron Bridges (WAL) |
| 25 februari 1979 «onderlinge duels» 15:00 uur (UTC+1) | Jean Petit 38' Albert Emon 60' Jean-François Larios 78' |       |           | Parc des Princes, Parijs Toeschouwers: 42.788 Scheidsrechter: Ron Bridges (WAL) |

|                                                   |                                                    |       |           |                                                                                    |
| 4 april 1979 «onderlinge duels» 17:00 uur (UTC+2) | Tsjecho-Slowakije                                  | 2 – 0 | Frankrijk | Tehelné pole, Bratislava Toeschouwers: 48.138 Scheidsrechter: Heinz Aldinger (FRG) |
| 4 april 1979 «onderlinge duels» 17:00 uur (UTC+2) | Antonín Panenka 65' (pen.) František Štambachr 72' |       |           | Tehelné pole, Bratislava Toeschouwers: 48.138 Scheidsrechter: Heinz Aldinger (FRG) |

|                                             |           |                                                                |                   |                                                                                   |
| 1 mei 1979 «onderlinge duels» 16:00 (UTC+2) | Luxemburg | 0 – 3                                                          | Tsjecho-Slowakije | Stade Municipal, Luxemburg Toeschouwers: 4.030 Scheidsrechter: Bruno Galler (SUI) |
| 1 mei 1979 «onderlinge duels» 16:00 (UTC+2) |           | 21' Marián Masný 67' Miroslav Gajdùšek 68' František Štambachr |                   | Stade Municipal, Luxemburg Toeschouwers: 4.030 Scheidsrechter: Bruno Galler (SUI) |

|                                                  |                                                            |       |           |                                                                                     |
| 7 juni 1979 «onderlinge duels» 19:00 uur (UTC+1) | Zweden                                                     | 3 – 0 | Luxemburg | Malmö Stadion, Malmö Toeschouwers: 7.298 Scheidsrechter: Aleksander Suchaneck (TCH) |
| 7 juni 1979 «onderlinge duels» 19:00 uur (UTC+1) | Anders Grönhagen 15' Tore Cervin 29' Hasse Borg 53' (pen.) |       |           | Malmö Stadion, Malmö Toeschouwers: 7.298 Scheidsrechter: Aleksander Suchaneck (TCH) |

|                                                       |                  |       |                                                              |                                                                                        |
| 5 september 1979 «onderlinge duels» 19:00 uur (UTC+1) | Zweden           | 1 – 3 | Frankrijk                                                    | Råsundastadion, Solna Toeschouwers: 14.395 Scheidsrechter: Ángel Franco Martínez (ESP) |
| 5 september 1979 «onderlinge duels» 19:00 uur (UTC+1) | Rutger Backe 24' |       | 14' Bernard Lacombe 54' Michel Platini 71' Patrick Battiston | Råsundastadion, Solna Toeschouwers: 14.395 Scheidsrechter: Ángel Franco Martínez (ESP) |

|                                                      |                                                                       |       |                  |                                                                                        |
| 10 oktober 1979 «onderlinge duels» 17:00 uur (UTC+1) | Tsjecho-Slowakije                                                     | 4 – 1 | Zweden           | Stadion Evžena Rošického, Praag Toeschouwers: 24.783 Scheidsrechter: Talat Tokat (TUR) |
| 10 oktober 1979 «onderlinge duels» 17:00 uur (UTC+1) | Zdeněk Nehoda 19' Ján Kozák 35' Ladislav Vízek 41' Ladislav Vízek 80' |       | 61' Jan Svensson | Stadion Evžena Rošického, Praag Toeschouwers: 24.783 Scheidsrechter: Talat Tokat (TUR) |

|                                                      |                      |       |                      | |
| 23 oktober 1979 «onderlinge duels» 19:15 uur (UTC+1) | Luxemburg            | 1 – 1 | Zweden               | Stade de la Frontière, Esch-sur-Alzette Toeschouwers: 1.119 Scheidsrechter: Walter Horstmann (FRG) |
| 23 oktober 1979 «onderlinge duels» 19:15 uur (UTC+1) | Nico Braun 5' (pen.) |       | 62' Anders Grönhagen | Stade de la Frontière, Esch-sur-Alzette Toeschouwers: 1.119 Scheidsrechter: Walter Horstmann (FRG) |

|                                                       |                                      |       |                   |                                                                                     |
| 17 november 1979 «onderlinge duels» 20:30 uur (UTC+1) | Frankrijk                            | 2 – 1 | Tsjecho-Slowakije | Parc des Princes, Parijs Toeschouwers: 39.973 Scheidsrechter: Horst Brummeier (AUT) |
| 17 november 1979 «onderlinge duels» 20:30 uur (UTC+1) | Éric Pécout 67' Gilles Rampillon 76' |       | 80' Ján Kozák     | Parc des Princes, Parijs Toeschouwers: 39.973 Scheidsrechter: Horst Brummeier (AUT) |

|                                                       |                                                                          |       |           |                                                                                       |
| 24 november 1979 «onderlinge duels» 17:00 uur (UTC+1) | Tsjecho-Slowakije                                                        | 4 – 0 | Luxemburg | Letná-stadion, Praag Toeschouwers: 10.000 Scheidsrechter: Marcel Van Langenhove (BEL) |
| 24 november 1979 «onderlinge duels» 17:00 uur (UTC+1) | Antonín Panenka 36' Marián Masný 39' Marián Masný 45' Ladislav Vízek 61' |       |           | Letná-stadion, Praag Toeschouwers: 10.000 Scheidsrechter: Marcel Van Langenhove (BEL) |

### Groep 6
Groep 6 was net als groep 3 een herhaling van de WK-kwalificatie in 1978, Hongarije, de Sovjet-Unie en Griekenland mochten opnieuw tegen elkaar spelen, nu aangevuld met Finland. Destijds versloeg Hongarije verrassend de Sovjet-Unie en de verwachting was, dat deze landen de enige kandidaten waren voor kwalificatie. Het liep totaal anders, eerst verraste Finland met twee zeges op de Grieken en de Hongaren. Griekenland leek uitgeschakeld na een tweede nederlaag tegen de Sovjet-Unie, maar sloeg terug met twee duidelijke zeges op Finland (8-1) en Hongarije (4-1) en omdat alle landen veel punten verspeelden was de strijd compleet open. Griekenland pakte een belangrijk punt in Boedapest, waardoor Hongarije kansloos was. Beslissend was nu het duel tussen Griekenland en Sovjet-Unie in Athene.
In een uitverkocht stadion nam Griekenland snel de leiding via Nikouloudis en hij zorgde ervoor, dat Griekenland zich voor de eerste keer voor een internationaal toernooi plaatste. Voor de Sovjet-Unie was de ramp compleet, toen men in een volslagen leeg Lenin-stadion (1.500 toeschouwers in een stadion met een capaciteit van 90.000 man) in Moskou gelijk speelde tegen Finland en als laatste eindigde in deze groep. Het was al voor de vierde achtereenvolgende keer, dat deze voormalige grootmacht zich niet plaatste voor een groot toernooi. Het team was duidelijk geen eenheid met spelers uit Rusland, Oekraïne en Georgië.
| Pos | Land        | Wed | Win | Gel | Ver | DV | DT | +/− | Pnt |
| --- | ----------- | --- | --- | --- | --- | -- | -- | --- | --- |
| 1   | Griekenland | 6   | 3   | 1   | 2   | 13 | 7  | +6  | 7   |
| 2   | Hongarije   | 6   | 2   | 2   | 2   | 9  | 9  | 0   | 6   |
| 3   | Finland     | 6   | 2   | 2   | 2   | 10 | 15 | –5  | 6   |
| 4   | Sovjet-Unie | 6   | 1   | 3   | 2   | 7  | 8  | –1  | 5   |

|                                                  |                                                    |       |             |                                                                                     |
| 24 mei 1978 «onderlinge duels» 19:00 uur (UTC+2) | Finland                                            | 3 – 0 | Griekenland | Olympisch Stadion, Helsinki Toeschouwers: 7.740 Scheidsrechter: Heinz Einbeck (DDR) |
| 24 mei 1978 «onderlinge duels» 19:00 uur (UTC+2) | Atik Ismail 35' Jyrki Nieminen 82' Atik Ismail 85' |       |             | Olympisch Stadion, Helsinki Toeschouwers: 7.740 Scheidsrechter: Heinz Einbeck (DDR) |

|                                                    |                                  |       |                   |                                                                                        |
| 20 september 1978 «onderlinge duels» 18:30 (UTC+2) | Finland                          | 2 – 1 | Hongarije         | Olympisch Stadion, Helsinki Toeschouwers: 4.797 Scheidsrechter: Erik Fredriksson (SWE) |
| 20 september 1978 «onderlinge duels» 18:30 (UTC+2) | Atik Ismail 31' Seppo Pyykkö 54' |       | 74' László Tieber | Olympisch Stadion, Helsinki Toeschouwers: 4.797 Scheidsrechter: Erik Fredriksson (SWE) |

|                                                        |                                            |       |             |                                                                                             |
| 20 september 1978 «onderlinge duels» 19:00 uur (UTC+4) | Sovjet-Unie                                | 2 – 0 | Griekenland | Hrazdan Centraal Stadion, Jerevan Toeschouwers: 26.913 Scheidsrechter: John Carpenter (IRL) |
| 20 september 1978 «onderlinge duels» 19:00 uur (UTC+4) | Yuriy Chesnokov 20' Volodymyr Bezsonov 53' |       |             | Hrazdan Centraal Stadion, Jerevan Toeschouwers: 26.913 Scheidsrechter: John Carpenter (IRL) |

|                                                      |                                     |       |             |                                                                                    |
| 11 oktober 1978 «onderlinge duels» 18:00 uur (UTC+1) | Hongarije                           | 2 – 0 | Sovjet-Unie | Népstadion, Boedapest Toeschouwers: 23.110 Scheidsrechter: Walter Eschweiler (FRG) |
| 11 oktober 1978 «onderlinge duels» 18:00 uur (UTC+1) | Béla Váradi 26' László Szokolai 60' |       |             | Népstadion, Boedapest Toeschouwers: 23.110 Scheidsrechter: Walter Eschweiler (FRG) |

|                                                      | |       |                   | |
| 11 oktober 1978 «onderlinge duels» 15:30 uur (UTC+2) | Griekenland | 8 – 1 | Finland           | Leoforos Alexandrasstadion, Athene Toeschouwers: 4.857 Scheidsrechter: Marcel Van Langenhove (BEL) |
| 11 oktober 1978 «onderlinge duels» 15:30 uur (UTC+2) | Takis Nikoloudis 15' Giorgos Delikaris 21' Takis Nikoloudis 25' Thomas Mavros 38' Thomas Mavros 44' Giorgos Delikaris 47' Thomas Mavros 78' (pen.) Elias Galakos 81' |       | 61' Aki Heiskanen | Leoforos Alexandrasstadion, Athene Toeschouwers: 4.857 Scheidsrechter: Marcel Van Langenhove (BEL) |

|                                                      |                                                                              |       |                 |                                                                                           |
| 29 oktober 1978 «onderlinge duels» 15:00 uur (UTC+2) | Griekenland                                                                  | 4 – 1 | Hongarije       | Kaftanzogliostadion, Thessaloniki Toeschouwers: 13.463 Scheidsrechter: Nikola Dudin (BUL) |
| 29 oktober 1978 «onderlinge duels» 15:00 uur (UTC+2) | Elias Galakos 58' Elias Galakos 67' Hristos Ardizoglou 71' Thomas Mavros 89' |       | 90' Béla Váradi | Kaftanzogliostadion, Thessaloniki Toeschouwers: 13.463 Scheidsrechter: Nikola Dudin (BUL) |

|                                                 |           |       |             |                                                                                |
| 2 mei 1979 «onderlinge duels» 18:30 uur (UTC+1) | Hongarije | 0 – 0 | Griekenland | Népstadion, Boedapest Toeschouwers: 15.028 Scheidsrechter: John Homewood (ENG) |
| 2 mei 1979 «onderlinge duels» 18:30 uur (UTC+1) |           |       |             | Népstadion, Boedapest Toeschouwers: 15.028 Scheidsrechter: John Homewood (ENG) |

|                                                  |                                          |       |                                     |                                                                                  |
| 19 mei 1979 «onderlinge duels» 19:00 uur (UTC+4) | Sovjet-Unie                              | 2 – 2 | Hongarije                           | Dinamostadion, Tbilisi Toeschouwers: 75.174 Scheidsrechter: Brian McGinlay (SCO) |
| 19 mei 1979 «onderlinge duels» 19:00 uur (UTC+4) | Yuriy Chesnokov 23' Ramaz Shengeliya 75' |       | 33' György Tatár 63' László Pusztai | Dinamostadion, Tbilisi Toeschouwers: 75.174 Scheidsrechter: Brian McGinlay (SCO) |

|                                              |                 |       |                         |                                                                                     |
| 4 juli 1979 «onderlinge duels» 19:00 (UTC+2) | Finland         | 1 – 1 | Sovjet-Unie             | Olympisch Stadion, Helsinki Toeschouwers: 13.119 Scheidsrechter: Ole Amundsen (DEN) |
| 4 juli 1979 «onderlinge duels» 19:00 (UTC+2) | Atik Ismail 55' |       | 28' Aleksandr Khapsalis | Olympisch Stadion, Helsinki Toeschouwers: 13.119 Scheidsrechter: Ole Amundsen (DEN) |

|                                                        |                      |       |             |                                                                                               |
| 12 september 1979 «onderlinge duels» 17:00 uur (UTC+3) | Griekenland          | 1 – 0 | Sovjet-Unie | Leoforos Alexandrasstadion, Athene Toeschouwers: 25.537 Scheidsrechter: António Garrido (POR) |
| 12 september 1979 «onderlinge duels» 17:00 uur (UTC+3) | Takis Nikoloudis 25' |       |             | Leoforos Alexandrasstadion, Athene Toeschouwers: 25.537 Scheidsrechter: António Garrido (POR) |

|                                                  |                                                      |       |                    |                                                                                       |
| 17 oktober 1979 «onderlinge duels» 14:00 (UTC+1) | Hongarije                                            | 3 – 1 | Finland            | Nagyerdei-stadion, Debrecen Toeschouwers: 18.000 Scheidsrechter: Charles Corver (NED) |
| 17 oktober 1979 «onderlinge duels» 14:00 (UTC+1) | László Fekete 23' László Fekete 43' György Tatár 49' |       | 47' Miikka Toivola | Nagyerdei-stadion, Debrecen Toeschouwers: 18.000 Scheidsrechter: Charles Corver (NED) |

|                                                  |                                        |       |                                   |                                                                                  |
| 31 oktober 1979 «onderlinge duels» 19:00 (UTC+3) | Sovjet-Unie                            | 2 – 2 | Finland                           | Lenin Stadion, Moskou Toeschouwers: 1.500 Scheidsrechter: Aleksandar Nikić (YUG) |
| 31 oktober 1979 «onderlinge duels» 19:00 (UTC+3) | Sergej Andrejev 50' Joeri Gavrilov 67' |       | 76' Kai Haaskivi 82' Tuomo Hakala | Lenin Stadion, Moskou Toeschouwers: 1.500 Scheidsrechter: Aleksandar Nikić (YUG) |

### Groep 7
In de breedte was het Duitse voetbal erg sterk, in 1979 en 1980 haalden liefst vier verschillende ploegen een Europese finale, in 1980 werden West-Duitse clubs in de UEFA-Cup alleen uitgeschakeld door andere West-Duitse clubs. Het West-Duitse voetbalelftal kon wat verversing gebruiken na het teleurstellende WK van 1978, waar de generatie "Beckenbauer" stopte met interlandvoetbal. Een nieuwe generatie stond op, Karl-Heinz Rummenigge en Manfred Kaltz hadden al ervaring opgedaan in Argentinië, verscheidende spelers als Bernd Schuster en doelman Harald Schumacher maakten hun debuut. 
West-Duitsland begon de kwalificatie overigens erg slecht met een doelpuntloos gelijkspel tegen dwerg Malta. Een 0-0 in Turkije verontrustte de nieuwe trainer Jupp Derwall zeker en gaf de belangrijkste tegenstander Wales moed. In Cardiff boekte West-Duitsland een overtuigende 2-0 overwinning en dat was de aanzet tot een toch makkelijke kwalificatie.
| Pos | Land           | Wed | Win | Gel | Ver | DV | DT | +/− | Pnt |
| --- | -------------- | --- | --- | --- | --- | -- | -- | --- | --- |
| 1   | West-Duitsland | 6   | 4   | 2   | 0   | 17 | 1  | +16 | 10  |
| 2   | Turkije        | 6   | 3   | 1   | 2   | 5  | 5  | 0   | 7   |
| 3   | Wales          | 6   | 3   | 0   | 3   | 11 | 8  | +3  | 6   |
| 4   | Malta          | 6   | 0   | 1   | 5   | 2  | 21 | –19 | 1   |

|                                                      | |       |       |                                                                                     |
| 25 oktober 1978 «onderlinge duels» 19:30 uur (UTC+1) | Wales | 7 – 0 | Malta | The Racecourse, Wrexham Toeschouwers: 11.475 Scheidsrechter: Magnús Pétursson (ISL) |
| 25 oktober 1978 «onderlinge duels» 19:30 uur (UTC+1) | Peter O'Sullivan 18' Ian Edwards 20' Ian Edwards 45' Ian Edwards 48' Ian Edwards 51' Mickey Thomas 71' Brian Flynn 82' |       |       | The Racecourse, Wrexham Toeschouwers: 11.475 Scheidsrechter: Magnús Pétursson (ISL) |

|                                                     |                |       |         |                                                                                  |
| 29 november 1978 «onderlinge duels» 19:30 uur (UTC) | Wales          | 1 – 0 | Turkije | The Racecourse, Wrexham Toeschouwers: 11.794 Scheidsrechter: Alojzy Jarguz (POL) |
| 29 november 1978 «onderlinge duels» 19:30 uur (UTC) | Nick Deacy 70' |       |         | The Racecourse, Wrexham Toeschouwers: 11.794 Scheidsrechter: Alojzy Jarguz (POL) |

|                                                       |       |       |                |                                                                                  |
| 25 februari 1979 «onderlinge duels» 14:30 uur (UTC+1) | Malta | 0 – 0 | West-Duitsland | Empire Stadion, Gżira Toeschouwers: 8.450 Scheidsrechter: Vojtech Christov (TCH) |
| 25 februari 1979 «onderlinge duels» 14:30 uur (UTC+1) |       |       |                | Empire Stadion, Gżira Toeschouwers: 8.450 Scheidsrechter: Vojtech Christov (TCH) |

|                                                    |                                 |       |                          |                                                                                         |
| 18 maart 1979 «onderlinge duels» 15:30 uur (UTC+4) | Turkije                         | 2 – 1 | Malta                    | İzmir Atatürkstadion, İzmir Toeschouwers: 34.154 Scheidsrechter: Toma Manojlovski (YUG) |
| 18 maart 1979 «onderlinge duels» 15:30 uur (UTC+4) | Sedat Özden 34' Fatih Terim 56' |       | 35' Ernest Spiteri-Gonzi | İzmir Atatürkstadion, İzmir Toeschouwers: 34.154 Scheidsrechter: Toma Manojlovski (YUG) |

|                                                   |         |       |                |                                                                                        |
| 1 april 1979 «onderlinge duels» 15:30 uur (UTC+4) | Turkije | 0 – 0 | West-Duitsland | İzmir Atatürkstadion, İzmir Toeschouwers: 69.000 Scheidsrechter: Miroslav Stupar (URS) |
| 1 april 1979 «onderlinge duels» 15:30 uur (UTC+4) |         |       |                | İzmir Atatürkstadion, İzmir Toeschouwers: 69.000 Scheidsrechter: Miroslav Stupar (URS) |

|                                                 |       |                                          |                |                                                                                          |
| 2 mei 1979 «onderlinge duels» 19:30 uur (UTC+1) | Wales | 0 – 2                                    | West-Duitsland | Racecourse Ground, Wrexham Toeschouwers: 26.975 Scheidsrechter: Alberto Michelotti (ITA) |
| 2 mei 1979 «onderlinge duels» 19:30 uur (UTC+1) |       | 29' Herbert Zimmermann 52' Klaus Fischer |                | Racecourse Ground, Wrexham Toeschouwers: 26.975 Scheidsrechter: Alberto Michelotti (ITA) |

|                                                  |       |                                    |       |                                                                                  |
| 2 juni 1979 «onderlinge duels» 18:00 uur (UTC+2) | Malta | 0 – 2                              | Wales | Empire Stadion, Gżira Toeschouwers: 8.358 Scheidsrechter: Nikos Lagoyannis (GRE) |
| 2 juni 1979 «onderlinge duels» 18:00 uur (UTC+2) |       | 15' Peter Nicholas 51' Brian Flynn |       | Empire Stadion, Gżira Toeschouwers: 8.358 Scheidsrechter: Nikos Lagoyannis (GRE) |

|                                                      |                                                                                             |       |       |                                                                                    |
| 17 oktober 1979 «onderlinge duels» 20:15 uur (UTC+1) | West-Duitsland                                                                              | 5 – 1 | Wales | Müngersdorferstadion, Keulen Toeschouwers: 53.390 Scheidsrechter: Jan Keizer (NED) |
| 17 oktober 1979 «onderlinge duels» 20:15 uur (UTC+1) | Klaus Fischer 22' Manfred Kaltz 33' Klaus Fischer 39' Karlheinz Förster 83' Alan Curtis 84' |       |       | Müngersdorferstadion, Keulen Toeschouwers: 53.390 Scheidsrechter: Jan Keizer (NED) |

|                                                      |                      |       |                                     |                                                                                     |
| 28 oktober 1979 «onderlinge duels» 15:00 uur (UTC+2) | Malta                | 1 – 2 | Turkije                             | Empire Stadion, Gżira Toeschouwers: 1.976 Scheidsrechter: Gianfranco Menegali (ITA) |
| 28 oktober 1979 «onderlinge duels» 15:00 uur (UTC+2) | Emanuel Farrugia 74' |       | 20' Sedat Özden 25' Mustafa Denizli | Empire Stadion, Gżira Toeschouwers: 1.976 Scheidsrechter: Gianfranco Menegali (ITA) |

|                                                       |                |       |       |                                                                                         |
| 21 november 1979 «onderlinge duels» 15:00 uur (UTC+3) | Turkije        | 1 – 0 | Wales | İzmir Atatürkstadion, İzmir Toeschouwers: 30.650 Scheidsrechter: Constantin Ghiţă (ROU) |
| 21 november 1979 «onderlinge duels» 15:00 uur (UTC+3) | Erhan Önal 76' |       |       | İzmir Atatürkstadion, İzmir Toeschouwers: 30.650 Scheidsrechter: Constantin Ghiţă (ROU) |

|                                                       |                                          |       |         |                                                                                     |
| 22 december 1979 «onderlinge duels» 15:30 uur (UTC+1) | West-Duitsland                           | 2 – 0 | Turkije | Parkstadion, Gelsenkirchen Toeschouwers: 69.971 Scheidsrechter: Ruedi Renggli (SUI) |
| 22 december 1979 «onderlinge duels» 15:30 uur (UTC+1) | Klaus Fischer 15' Herbert Zimmermann 89' |       |         | Parkstadion, Gelsenkirchen Toeschouwers: 69.971 Scheidsrechter: Ruedi Renggli (SUI) |

|                                                       | |       |       |                                                                                |
| 27 februari 1980 «onderlinge duels» 20:00 uur (UTC+1) | West-Duitsland | 8 – 0 | Malta | Weserstadion, Bremen Toeschouwers: 33.278 Scheidsrechter: Norbert Rolles (LUX) |
| 27 februari 1980 «onderlinge duels» 20:00 uur (UTC+1) | Klaus Allofs 11' Rainer Bonhof 19' (pen.) Fischer 40' Klaus Allofs 55' Holland 61' (e.d.) Kelsch 70' Rummenigge 74' Fischer 90' |       |       | Weserstadion, Bremen Toeschouwers: 33.278 Scheidsrechter: Norbert Rolles (LUX) |